# EMOS
EMOS je středoevropský dodavatel drobného elektra, světelných zdrojů a svítidel pro domácí i průmyslové použití. Patří mezi největší firmy v ČR v oboru elektro. 
Společnost vznikla v roce 1991 v Přerově pod názvem EMOS spol. s r.o. Jejím zakladatelem a dlouholetým vlastníkem byl Jiří Lupač. EMOS spol. s r.o. a její sesterské společnosti na Slovensku, v Polsku, Slovinsku a Maďarsku dodávají prostřednictvím distributorské sítě své výrobky do 26 zemí Evropy. Je výhradním distributorem GP Batteries.
V roce 2017 vznikla holdingová společnost EMOS CZ Group a.s. V roce 2020 přesáhl její konsolidovaný obrat 2,3 miliardy Kč. V roce 2022 proběhla akvizice společnosti francouzskou společností Legrand France S.A.
Logistické a skladovací centrum firmy EMOS se nachází v České republice ve městě Přerov. Během jednoho dne firma vyexpeduje i 29 400 položek.

## Historie
- 1991 – založení společnosti Emos spol. s r.o.
- 1993 – EMOS se stává výhradním distributorem GP Batteries, jednoho z nejvýznamnějších výrobců baterií, nabíječek, powerbank aj. pro Českou republiku
- 1993 – založení dceřiné společnosti na Slovensku
- 1998 – založení dceřiné společnosti ve Slovinsku
- 2001 – vznik moderního evropského logistického centra
- 2004 – založení dceřiné společnosti v Polsku
- 2009 – založení dceřiné společnosti v Maďarsku
- 2017 – vznik holdingu EMOS CZ Group a.s.
- 2022 – akvizice společnosti, 100% akcionářem se stala společnost Legrand.[4][5]

## Logistická centra
Eurologistické centrum firmy EMOS vzniklo v roce 2001 v Přerově. Od roku 2015 používají toto centrální logistické centrum i všechny dceřiné společnosti. V roce 2019 bylo dokončeno rozšíření centra. Dnes se odsud expedují výrobky do všech obsluhovaných zemí střední a východní Evropy.
Aktuální rozloha centra přesahuje 16 000 m², průměrný denní počet odeslaných skladových položek je 18 000, disponuje 22 000 pozicemi pro skladovací palety.

## Inovace a služby
V roce 2009 EMOS založil testovací laboratoř, kde vyvíjí a testuje vlastní výrobky. Součástí laboratoře je například integrační koule nebo goniofotometr. 
- EMOS GoSmart zahrnuje širokou nabídku chytrých produktů pro domácnost vyvinutých týmem specialistů společně s předními světovými výrobci v oboru.
- TRUE LIGHT je speciálně vyvinutá řada žárovek, které redukují vyzařované modré světlo.